# Mark White
Mark Wells White (Henderson, 17 de março de 1940 – Houston, 5 de agosto de 2017) foi o 43º governador do estado americano de Texas, de 18 de janeiro de 1983 a 20 de janeiro de 1987.

## Carreira
White foi eleito governador na eleição para governador de 1982, derrotando Bill Clements. Membro do Partido Democrata, White procurou melhorar a educação, transporte, recursos hídricos, aplicação da lei e impostos para atrair novas indústrias para o Texas. Ele nomeou a primeira mulher hispânica para servir como juíza de um tribunal distrital no Texas. Na eleição para governador de 1986, White perdeu para o ex- governador republicano Clements, 52,7% a 46,0%.